# Brenda Lee

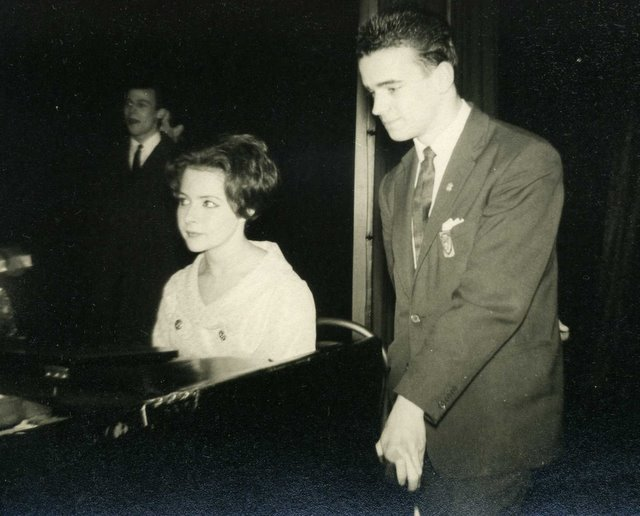
Brenda Lee 1962.

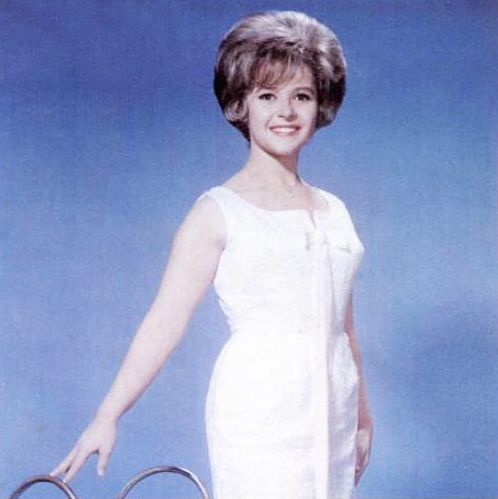
Brenda Lee 1965.

Brenda Lee, ursprungligen Brenda Mae Tarpley, född 11 december 1944 i Atlanta, Georgia, är en amerikansk country- och popsångerska. Hon blev känd både för snabbare rockabillylåtar och för dramatiska ballader och hade sin glansperiod under det tidiga 1960-talet.
Hon började sin karriär mycket ung och skivdebuterade 1956. Hon fick en första listplacering med låten "One Step at a Time" 1957 som nådde #43 på amerikanska singellistan. Samma år släppte hon även låten "Dynamite" som gav henne smeknamnet "Little Miss Dynamite". Hennes albumdebut skedde 1959.
Det var dock först 1960 som Brenda Lee slog igenom på allvar, först med låten "Sweet Nothin's" och sedan med "I'm Sorry" och "I Want to Be Wanted" vilka båda blev singelettor på Billboard Hot 100. Samma år fick hon även en julhit med låten "Rockin' Around the Christmas Tree", vilken blivit en julstandard i flera länder. Även 1961 och 1962 blev framgångsrika år med singelhits som "Dum Dum", "Emotions", "Fool #1", "Speak to Me Pretty", och "All Alone Am I". 1963 fick hon sin största svenska framgång med låten "My Whole World Is Falling Down", denna blev endast en medioker framgång i USA, jämfört med hennes många andra singlar. 1964 blev "As Usual" en stor hit. 1966 fick hon sin sista amerikanska topp-20-hit, "Coming on Strong". Under 1970-talet började hon sjunga country igen, och flera av hennes låtar listnoterades på Billboards countrylista, men förutom "Nobody Wins" som blev en mindre hit 1973 blev det inga fler breda popframgångar. Brenda Lee har fortsatt spela in musik och uppträda in på 2000-talet.
Brenda Lee invaldes i Country Music Hall of Fame 1997 och i Rock and Roll Hall of Fame år 2002. Hon är även med i Rockabilly Hall of Fame.

## Diskografi (urval)
Studioalbum
- 1959 – Grandma, What Great Songs You Sang!
- 1960 – Brenda Lee
- 1960 – This Is...Brenda
- 1961 – Emotions
- 1961 – All the Way
- 1962 – Sincerely, Brenda Lee
- 1962 – Brenda, That's All
- 1963 – All Alone Am I
- 1963 – ..."Let Me Sing"
- 1964 – By Request
- 1964 – Merry Christmas from Brenda Lee
- 1965 – Brenda Lee Sings Top Teen Hits
- 1965 – The Versatile Brenda Lee
- 1965 – Too Many Rivers
- 1966 – Bye Bye Blues
- 1966 – Coming On Strong
- 1967 – Reflections in Blue
- 1969 – Johnny One Time
- 1970 – Memphis Portrait
- 1973 – Brenda
- 1974 – Brenda Lee Now
- 1975 – Sincerely
- 1976 – L.A. Sessions
- 1980 – Even Better
- 1981 – Only When I Laugh
- 1985 – Feels So Right
- 1991 – Brenda Lee
- 1991 – A Brenda Lee Christmas
- 1997 – Precious Memories
- 2007 – Gospel Duets with Treasured Friends

Singlar (topp 15 på Billboard Hot 100)
- 1957 - "Rock the Bop
- 1958 – "Rockin' Around the Christmas Tree" (#14)
- 1959 – "Sweet Nothin's" (#4)
- 1960 – "That's All You Gotta Do" (#6)
- 1960 – "I Want to Be Wanted" (#1)
- 1961 – "Emotions" (#7)
- 1961 – "You Can Depend on Me" (#6)
- 1961 – "Dum Dum" (#4)
- 1961 – "Fool No. 1" (#3)
- 1962 – "Break It to Me Gently" (#4)
- 1962 – "Everybody Loves Me But You" (#6)
- 1962 – "Heart in Hand" (#15)
- 1962 – "All Alone Am I" (#3)
- 1963 – "Losing You" (#6)
- 1963 – "As Usual" (#12)
- 1965 – "Too Many Rivers" (#13)
- 1966 – "Coming On Strong" (#11)

Singlar (topp 15 på Billboard Hot Country Songs)
- 1957 – "One Step at a Time" (#15)
- 1973 – "Nobody Wins" (#5)
- 1973 – "Sunday Sunrise" (#6)
- 1973 – "Wrong Ideas" (#6)
- 1974 – "Big Four Poster Bed" (#4)
- 1974 – "Rock on Baby" (#6)
- 1975 – "He's My Rock" (#8)
- 1979 – "Tell Me What It's Like" (#8)
- 1980 – "The Cowgirl and the Dandy" (#10)
- 1980 – "Broken Trust" (med The Oak Ridge Boys) (#9)